# Krzywonóg

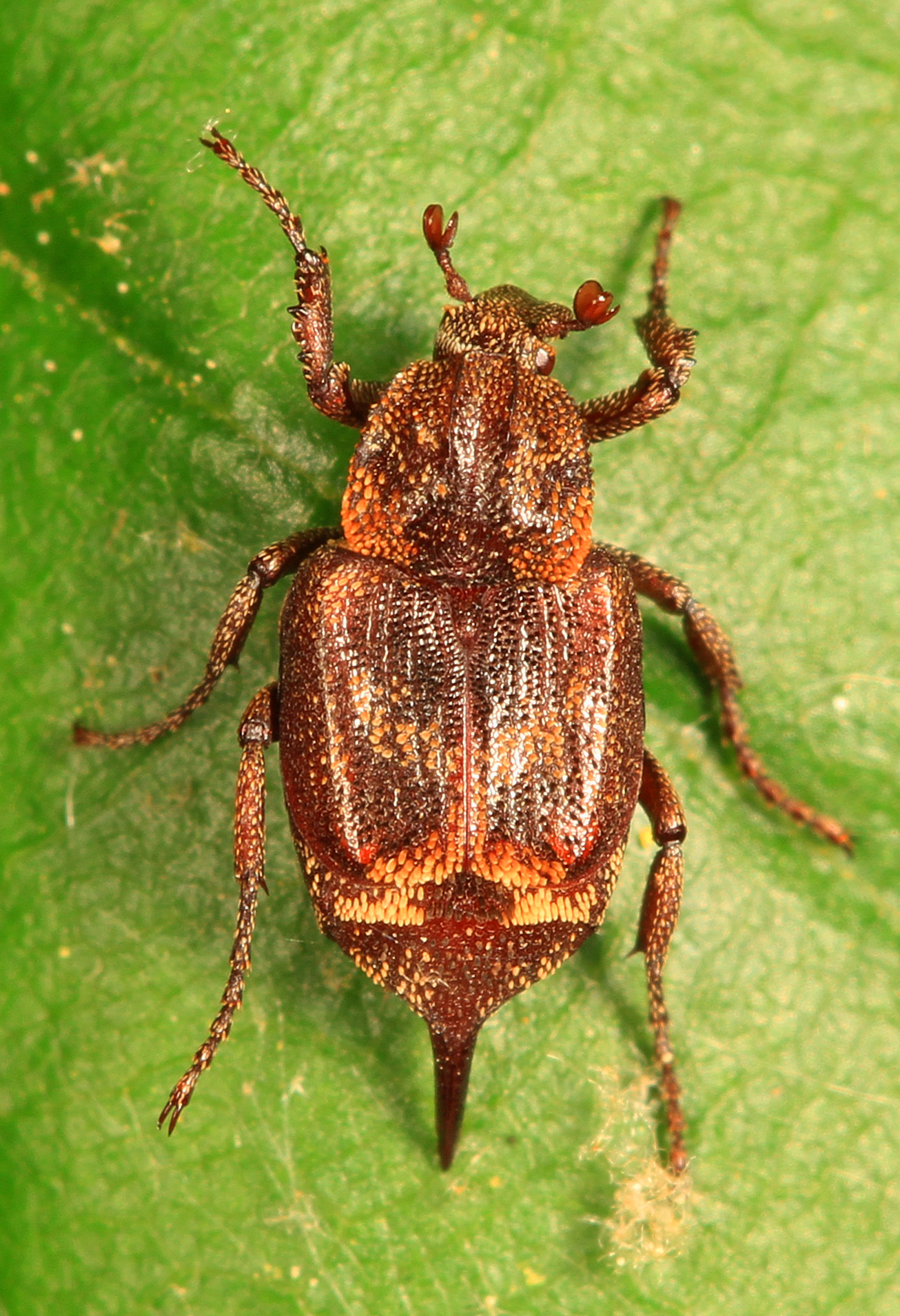
Valgus canaliculatus

Krzywonóg, koślawka (Valgus) – rodzaj chrząszczy z rodziny poświętnikowatych i podrodziny kruszczycowatych. 

## Morfologia
Chrząszcze te osiągają bardzo małe jak na kruszczycowate rozmiary ciała, zwykle nie przekraczając 10 mm długości. Oskórek ich wyróżnia się występowaniem licznych łusek. Miejsca osadzenia czułków widoczne są patrząc od góry. Aparat gębowy ma szczęki zwieńczone włoskami końcowymi, formującymi pędzelek lub języczek, biorący udział w zasysaniu pokarmu. Przedplecze jest węższe od pokryw; jego powierzchnia zaopatrzona jest dwa równoległe żeberka pośrodkowe i wgłębienia. Epimeryty śródtułowia nie są widoczne patrząc od góry. Odnóża zwieńczone są długimi stopami. Przednia para odnóży ma pięć ząbków na goleniach. Środkowa para odnóży ma na wierzchołku goleni dwie stykające się ze sobą i skierowane dośrodkowo ostrogi. Tylna para odnóży ma szeroko rozstawione biodra. Ostatnia para przetchlinek jest wyniesiona.

## Biologia i ekologia
Owady dorosłe spotykane są na kwiatach roślin zielnych, krzewów i drzew, które odwiedzają celem pożywiania się ich nektarem (nektarofagia) i pyłkiem (melitofagia). Larwy żerują w przegrzybiałym, butwiejącym drewnie pniaków i powalonych drzew liściastych. Kopulacja odbywa się na materiale lęgowym, a jaja samica składa przy użyciu kolca na szczycie pygidium. Przepoczwarczenie następuje jesienią w komorze, w której następnie zimują osobniki dorosłe. Cykl rozwojowy jest jednoroczny.
Wiele gatunków jest termitofilami. Kopulacja odbywa się w chodnikach termitów z rodzajów Reticulitermes i Zootermopsis, a za materiał lęgowy służą ścianki ich gniazd, zbudowanych w martwych drzewach leżących, stojących lub ich pniakach.

## Rozprzestrzenienie
Przedstawiciele rodzaju występują w trzech krainach zoogeograficznych: nearktycznej, palearktycznej i orientalnej. Większość gatunków palearktycznych występuje w Azji Wschodniej. W Europie, w tym w Polsce, występuje tylko krzywonóg półskrzydlak.

## Taksonomia
Rodzaj ten wprowadzony został w 1790 roku przez Ludwiga Gottlieba Scribę. Obejmuje 20 opisanych gatunków:
- Valgus albomaculatus Kraatz, 1896
- Valgus californicus Horn, 1870
- Valgus canaliculatus (Olivier, 1789)
- Valgus cristatus Gestro, 1891
- Valgus distinctus Nonfried, 1895
- Valgus fuscatus Kraatz, 1896
- Valgus hemipterus (Linnaeus, 1758) – krzywonóg półskrzydlak
- Valgus heydeni Semenov, 1891
- Valgus koreanus Sawada, 1944
- †Valgus oeningensis Heer, 1862 – znany z miocenu[8]
- Valgus okajimai Kobayashi, 1994
- Valgus parvicollis Fairmaire, 1891
- Valgus parvulus Burmeister & Schaum, 1840
- Valgus quadrimaculatus Kraatz, 1883
- Valgus savioi Pic, 1928
- Valgus seticollis (Palisot de Beauvois, 1805)
- Valgus smithii W.S. MacLeay, 1838
- Valgus sumatranus Gestro, 1891
- Valgus thibetanus Nonfried, 1891
- Valgus tonkinensis Arrow, 1944